# Xenòclides de Calcis
Xenòclides (en llatí Xenocleides, en grec antic Ξενοκλείδης) fou un governant de Calcis, a Eubea, el segle ii aC.
Després de l'expulsió d'Eutímides, Xenòclides va assolir el govern junt amb Mictió. Quan la ciutat de Calcis va ser amenaçada per Antíoc III el Gran i la Lliga Etòlia, Xenòclides i Mictió, caps de la ciutat, van demanar ajut a Erètria i Carist. La lliga Aquea va decidir enviar ajut i Xenòclides va poder fer entrar aquests tropes abans de ser interceptades per Antíoc. Quan el rei va arribar a Aulis, la població de Calcis li va obrir les portes tot i l'oposició de Mictió i Xenòclides, fidels al partit romà. Quan Antíoc va entrar a la ciutat, els partidaris dels romans es van retirar, segons diu Titus Livi.